# Galeodes arabs
Espèce
Synonymes
- Gluvia gracilis C. L. Koch, 1842
- Galeodes lucasii Dufour, 1861

Galeodes arabs est une espèce de solifuges de la famille des Galeodidae.

## Distribution
Cette espèce se rencontre au Maroc, en Algérie, au Niger, en Tunisie, en Libye, en Égypte, au Soudan, en Éthiopie, à Djibouti, en Somalie, au Kenya, au Yémen, en Oman, en Arabie saoudite, en Israël, au Liban, en Syrie, en Turquie, en Irak et en Iran.

## Description

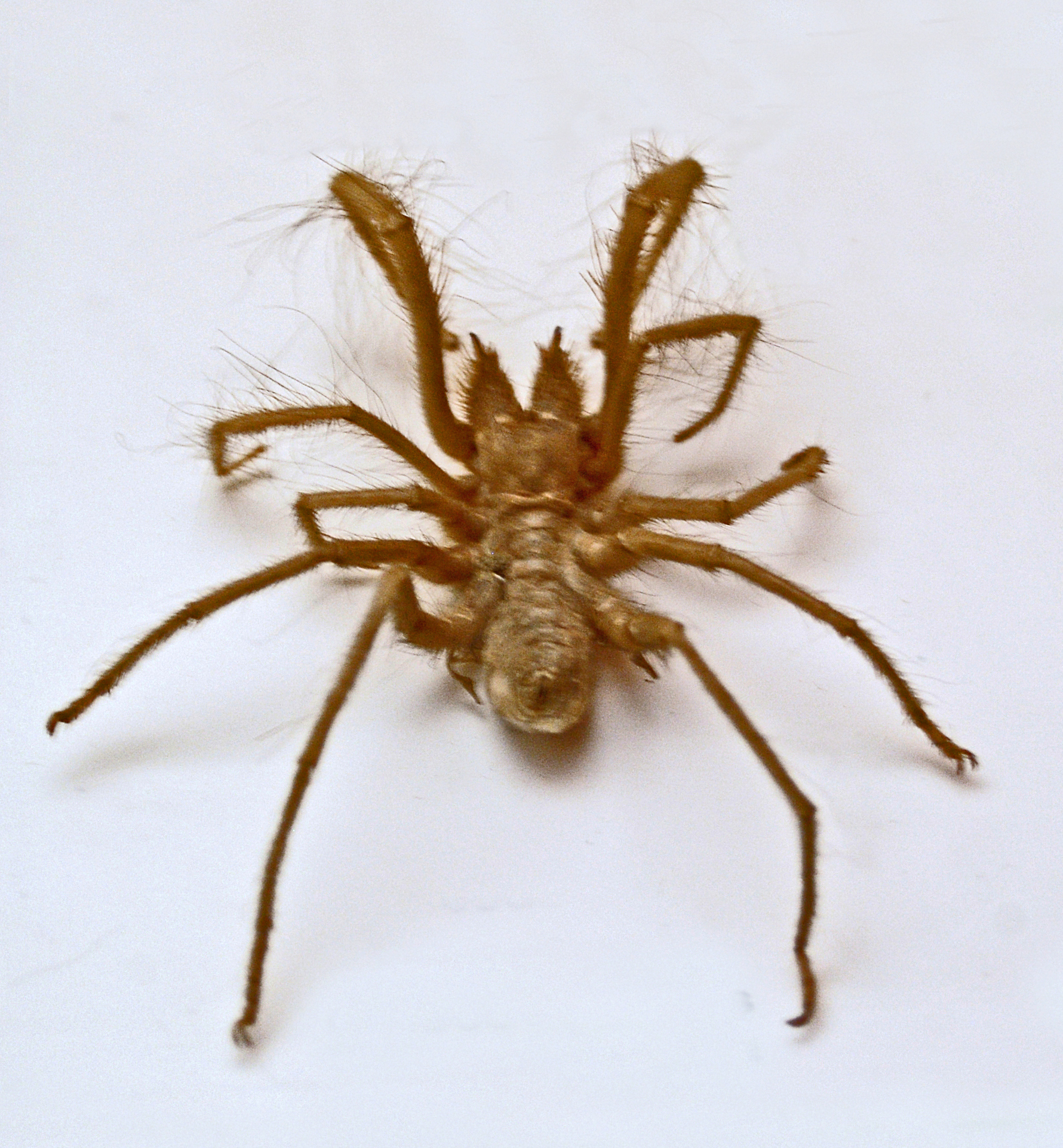
Galeodes arabs

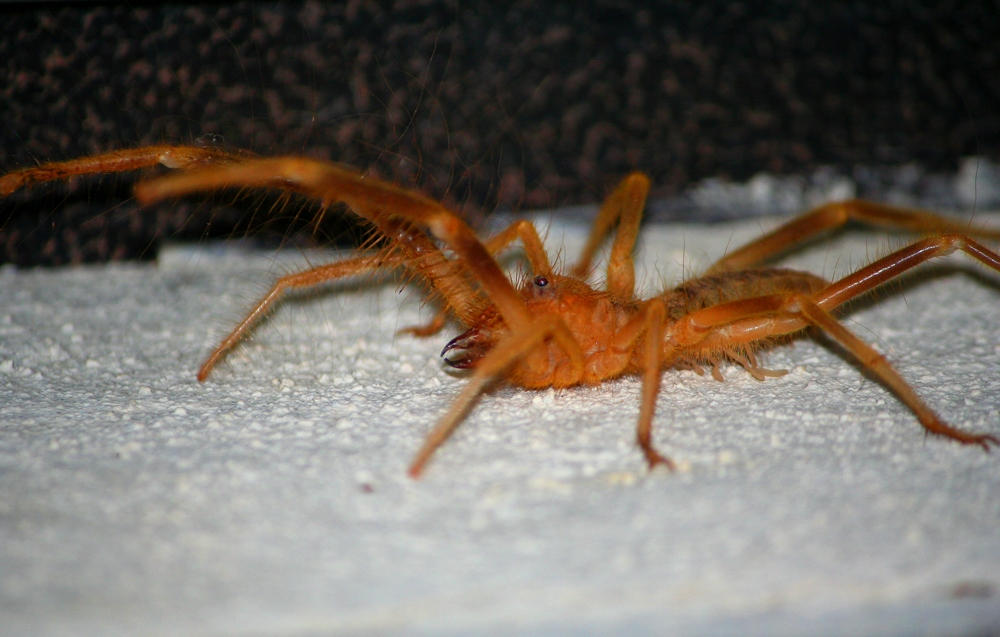
Galeodes arabs

Les mâles décrits par Roewer en 1934 mesurent de 35 à 51 mm et la femelle 51 mm.

## Liste des sous-espèces
Selon Solifuges of the World (version 1.0) :
- Galeodes arabs arabs C. L. Koch, 1842
- Galeodes arabs syriacus Kraepelin, 1899

## Publications originales
- C. L. Koch, 1842 : Systematische Übersicht über die Familie der Galeoden. Archiv fèur Naturgeschichte, vol. 1, p. 350-356 (texte intégral).
- Kraepelin, 1899 : Zur Systematik der Solifugen. Mitteilungen aus dem Naturhistorischen Museum in Hamburg, vol. 16, p. 195–259 (texte intégral).